# Giuseppe Pozzobonelli

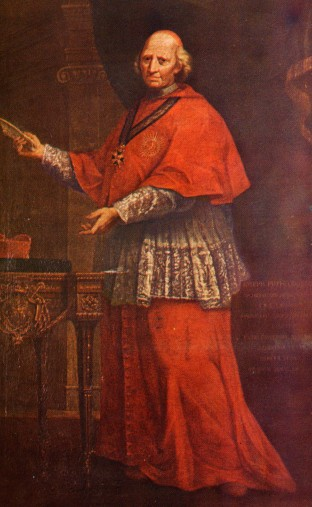
Giuseppe Kardinal Pozzobonelli (Ölgemälde von 1782)

Kardinalswappen

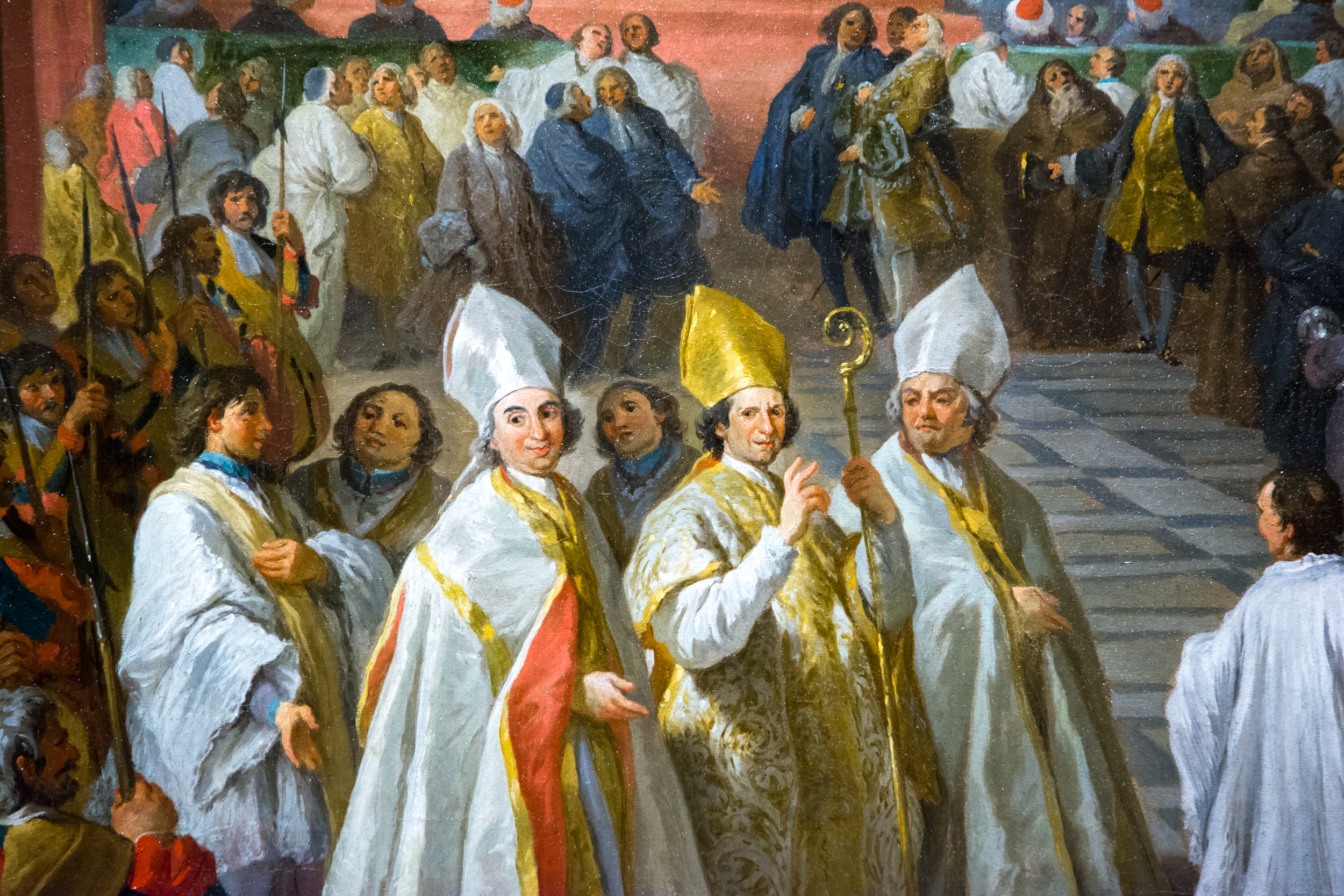
Giuseppe Pozzobonelli (mit goldener Mitra und Krummstab) schreitet nach seiner Bischofsweihe durch Papst Benedikt XIV. segnend durch die Kirche San Carlo al Corso (Rom) (Ausschnitt des Gemäldes von Giovanni Paulo Panini, 1743/44)

Giuseppe Pozzobonelli (* 11. August 1696 in Mailand; † 27. April 1783 ebenda) war Erzbischof von Mailand und Kardinal.

## Leben
Pozzobonelli studierte zunächst in seiner Heimatstadt Mailand, danach in Pavia und wurde 1722 Doktor in Zivil- und Kirchenrecht. Am 23. Dezember 1730 erhielt er in Mailand die Priesterweihe und wurde Präfekt des dortigen Klerus. In dieser leitenden Funktion besuchte er zahlreiche Klöster und Seminare und erwarb sich mit der Restauration der Ambrosiusbibliothek ein bleibendes Verdienst. Nach dem Tod des Erzbischofs Carlo Gaetano Stampa wurde Pozzobonelli zunächst Kapitularvikar.
Papst Benedikt XIV. ernannte ihn schließlich zum Erzbischof von Mailand. Die Bischofsweihe spendete ihm der Papst am 21. Juli 1743 persönlich. Nur zwei Monate später, am 12. September des Jahres, nahm er ihn ins Kardinalskollegium auf. Als Kardinalpriester wurde ihm die Titelkirche Santa Maria in Via zugewiesen. Nach Benedikts XIV. Tod 1758 nahm Kardinal Pozzobonelli am Konklave zur Wahl des Nachfolgers teil. Der neue Papst Klemens XIII. wies ihm im selben Jahr die Titelkirche Santa Maria sopra Minerva zu. 1769 versuchte der mittlerweile 73-jährige Erzbischof, von seinem Amt zurückzutreten, doch Klemens XIII. verweigerte Pozzobonellis Rücktrittsgesuch. Nach Papst Klemens’ Ableben nahm er am Konklave von 1769 teil. 1770 wurde Pozzobonelli Kardinalprotopriester und Kardinalpriester von San Lorenzo in Lucina. Er bat erneut, von seinen Ämtern entpflichtet zu werden, und wandte sich diesmal an die österreichische Kaiserin Maria Theresia. Als seinen Nachfolger schlug er den Präfekten des Apostolischen Palastes und späteren Kardinal Giovanni Archinto vor. Doch auch die Kaiserin nahm das Gesuch nicht an. Aus Altersgründen nahm er 1774–1775 auch nicht an der Wahl Pius’ VI. teil. Kardinal Pozzobonelli starb acht Jahre später mit 86 Jahren und wurde im Mailänder Dom beigesetzt.

## Auszeichnungen
- Großkreuz des österreichischen Ordens St. Stephan, 1771